# Годишњак Катедре за српску књижевност са јужнословенским књижевностима
Годишњак Катедре за српску књижевност са јужнословенским књижевностима је научни часопис који се бави темама из области књижевности. Часопис излази једном годишње (сваки број је везан за претодну школску годину). Прва свеска Годишњака је објављена 2005. године. Издавач је Филолошки факултет Универзитета у Београду.

## О часопису
Први број Годишњака Катедре за српску књижевност са јужнословенским књижевностима изашао је из штампе 2005. године. Бројеви од један до шест су били посвећени сећањима на преминуле професоре Катедре.

## Оснивање часописа
На оснивачкој скупштини 2005. године донета је одлука о покретању Годишњака, научног часописа који ће се бавити темама из области књижевности и пратити живот Катедре за српску књижевност са јужнословенским књижевностима. Одлучено је да часопис излази једном годишње, у децембру, пратећи школску годину. Прво уредништво је изабрано на истој скупштини у саставу: проф. др Томислав Јовановић, проф. др Мило Ломпар, доц. др Предраг Станојевић и мр Наташа Станковић - Шошо. За главног уредника је изабран проф. др Бошко Сувајџић, док је за одговорног уредника изабран проф. др Радивоје Микић.

## Рубрике и промене чланова редакције
Часопис излази једном годишње, пратећи школску годину. У току досадашњег излажења часопис је мењао састав уредништва као и рубрике: 
- Први број часописа је садржао рубрике: Огледи и студије; Истраживања; Из историје Катедре и Катедра у 2005. години. Био је посвећен успомени на Христа Георгиевског.
- Други број часописа је садржао исте рубрике као и први број. Био је посвећен успомени на Живана Живковића.
- Трећи број часописа је садржао рубрике: Огледи и студије, Из историје Катедре, Катедра у 2006/2007. години, Оцене и прикази. Био је посвећен успомени на Јована Деретића.
- Четврти број часописа је садржао рубрике: Огледи и студије, Прилози, Из историје Катедре, Катедра у 2007/2008. годни, In memoriam, Оцене и прикази. Био је посвећен успомени на Новицу Петковића. Чланови редакције су Томислав Јовановић, Rosanna Morabito, Драгана Вукићевић, Предраг Станојевић, Наташа Станковић - Шошо.
- Пети број часописа је садржао рубрике: Дубровачке теме, Огледи и студије, Прилози, Из историје Катедре, Хроника Катедре, Оцене и прикази. Повећен успомени на Предрага Станојевића. Нови чланови редакције од овог броја су: Славко Петаковић, Предраг Петровић и Љиљана Дукић.
- Шести број часописа је садржао рубрике: Народна књижевност, Огледи и студије, Књижевни излог, Хроника Катедре, Оцене и прикази, Некролог. Посвећен успомени на Радмилу Пешић. Члан редакције постаје и Gabriella Shubert.
- Од седмог броја се устаљују рубрике: Огледи и студије, Прилози, Venturi, Хроника Катедре, Књижеви излог, Оцене и прикази.